# Lille Syd
Lille Syd er en statsejet jernbane mellem Roskilde og Næstved, over Køge. Strækningen blev anlagt som en del af Sydbanen (Sjællandske Sydbane) og blev sammen med resten af denne åbnet 4. oktober 1870. Navnet kan være afledt af bane Lille Nord i Nordsjælland.
Den nordlige del mellem Roskilde og Køge drives af Lokaltog i forlængelse af Østbanen. Den sydlige del mellem Køge og Næstved betjenes af DSB's regionaltog. Railion Danmark kører enkelte godstog til Køge. Desuden er der i 2007 syd for Lille Skensved etableret sidespor til transportcentret, der fortsat kan betjenes.
Strækningen bliver fjernstyret fra Roskilde FC. Sikringsanlæggene (såkaldt datamatstyrede anlæg – DSB type 1977) på landstationerne blev etableret omkring 1985 og var samme type som på strækningen Vejle-Holstebro.[kilde mangler] I August 2021 blev ETCS taget i brug.

## Stationer på Lille Syd
- Roskilde Station (Ro), forbindelse fra Vestbanen og Nordvestbanen
- Roskilde Festivalplads Station (Tillyses midlertidigt i forbindelse med Roskilde Festival og tidligere også Roskilde Dyrskue).
- Gadstrup Station (Gt)
- Havdrup Station (Hd)
- Lille Skensved Station (Lw)
- Ølby Station (Ølb) (Ølby Lyng), åbnet på denne bane i 1992, forbindelse til Køge Bugt-banen
- Køge Station (Kj), forbindelse til Østbanen og havde forbindelse til Køge-Ringsted Banen.
- Herfølge Station (Hf)
- Tureby Station (Th)
- Haslev Station (Hz)
- Bråby Station (Baa), nedlagt i 1972
- Holme-Olstrup Station (Ol)
- Næstved Nord (Næn), åbnet i 1990
- Militærsporet, nedlagt i 1925
- Næstved Station (Næ), forbindelse til Sydbanen og tidligere forbindelse til Næstved-Præstø-Mern Banen og Slagelse-Næstved banen

Desuden var der i en periode trinbræt ved Roskilde Ring (motorbane).

## Historie
Strækningen blev anlagt som en del af Sydbanen (Sjællandske Sydbane) og blev sammen med resten af denne åbnet 4. oktober 1870. Før 1924 var det trafik til/fra Masnedø som gav trafik på banen som en del af Sydbanen. Efter åbning af den dobbeltsporede første etape af Midtbanen imellem Næstved og Ringsted blev det meste af den gennemgående trafik flyttet dertil. Men efter 1924 har der være enkelte gennemgående tog til/fra Nykøbing Falster og internationale tog.
I november 2009 meddelte Trafikstyrelsen, at Lille Syd skulle sendes i udbud. Det skulle ske på samme måde som det gælder for Kyst- og Øresundsbanen, der på det tidspunkt trafikeredes af DSB Øresund, og de midt- og vestjyske jernbaner, som trafikeres af Arriva.[kilde mangler] Det var herefter meningen, at operatøren kunne overtage driften af Lille Syd ved overgangen til køreplan 2012.
Dette blev dog aflyst i juli 2010, da Trafikstyrelsen besluttede at udskyde udbuddet til omkring 2018. Begrundelsen herfor var blandt andet, at strækningen ikke egnede sig til udbud i perioden hvor Banedanmark ville benytte strækningen som teststrækning for det nye signalsystem togkontrolsystem ERTMS/ETCS niveau 2, samt at anlægget af København-Ringsted-banen også ville skabe en del sporarbejder på Lille Syd. I forbindelse med den kommende udrulning af det nye signalsystem har Banedanmarks analyser vist, at det vil være muligt at opgradere hastigheden på banestrækningen mellem Næstved og Køge til 160 km/t for 256 mio. kroner (2012 priser). Dette forventes, at kunne give en samfundsmæssig forrentning på 30 %.
I 2012 vedtog Folketinget at afsætte 650 millioner kroner til at elektrificere strækningen fra Næstved over Køge til den kommende station Køge Nord på København-Ringsted banen. Det skete som en del af et forlig angående finansloven for 2013 mellem Enhedslisten og de daværende regeringspartier (Socialdemokraterne, Det Radikale Venstre og Socialistisk Folkeparti). Baggrunden for beslutningen var blandt andet, at Banedanmarks analyser havde vist, at der ville være en samfundsmæssig forrentning på mellem 7,3 og 8,5 % ved at elektrificere denne strækning.
Planen er, at der skal være en direkte forbindelse fra København over Køge til Næstved betjent af elektriske togsæt. Den resterende del af Lille Syd overgik til Lokaltog 13. december 2020, som videreførelse af Østbanen til Roskilde. Herved blev en del af Lille Syd alligevel tildelt en anden operatør end DSB.